# Mikael Holmqvist
Mikael Holmqvist, född 1970, är sedan 2010 professor i företagsekonomi vid Stockholms universitet. Han har tidigare varit anställd vid Uppsala universitet samt  varit gästforskare vid Cornell University och Stanford University i USA, och Sciences Po i Paris. Han disputerade år 2000 för ekonomie doktorsgraden, blev docent i företagsekonomi 2004 samt docent i sociologi 2016. Holmqvist är utbildad vid Stockholms universitet, Lunds universitet, Universite de Poitiers och École Supérieure de Commerce de Paris (ESCP).  
Hans forskning är tvärvetenskaplig och handlar om arbete, makt och organisation, de senaste åren med fokus på samhällets eliter. 

### Doktorsavhandling
- 2000 – The dynamics of experiential learning : Balancing exploitation and exploration within and between organisations, ISBN 9172651784

### Bokproduktioner på svenska (i urval)
- 2005 – Samhall : Att bli normal i en onormal organisation , ISBN 9185355046
- 2015 – Djursholm – Sveriges ledarsamhälle, ISBN 9789173538503
- 2018 – Handels : Maktelitens skola, ISBN 9789173539906
- 2023 – Kungen – Sveriges Ledare , ISBN 9789127168770